# Atemnus
Genre
Synonymes
- Acis Canestrini, 1883 nec Billberg 1820
- Pessigus Navás, 1919

Atemnus est un genre de pseudoscorpions de la famille des Atemnidae.

## Distribution
Les espèces de ce genre se rencontrent en Asie, en Europe, dans le Nord de l'Afrique et aux Antilles.

## Liste des espèces
Selon Pseudoscorpions of the World (version 3.0) :
- Atemnus letourneuxi (Simon, 1881)
- Atemnus neotropicus Hoff, 1946
- Atemnus politus (Simon, 1878)
- Atemnus strinatii Beier, 1977
- Atemnus syriacus (Beier, 1955)

et décrites depuis
- Atemnus limuensis Hu & Zhang, 2012
- Atemnus hamiensis Zhao, Gao & Zhang, 2020
- Atemnus niger Zhao, Gao & Zhang, 2020

## Publication originale
- Canestrini, 1884 : Chernetidi Italiani. Acari, Myriapoda et Scorpiones hucusque in Italia reperta, vol. 10.